# Żabia (Beskid Niski)
 Żabia  (549 m n.p.m.) – wzniesienie w granicach Wzgórz Rymanowskich w Beskidzie Niskim.
Leży na południe od centrum Iwonicza-Zdroju, w paśmie wzgórz rozdzielających doliny Iwonickiego Potoku (na wschodzie) i Lubatówki (na zachodzie). W kierunku północnym dość długim grzbietem łączy się z Przedziwną. W kierunku południowo-wschodnim biegnie natomiast grzbiet na Sroków Dział (580 m n.p.m.). Stoki wschodnie schodzą do osiedla Turkówka, w dolinie Iwonickiego Potoku, a zachodnie do wsi Lubatowej w dolinie Lubatówki. Przez przełęcz między Żabią a Sroków Działem biegnie wąska, asfaltowa droga z Lubatowej do Iwonicza-Zdroju. Góra zupełnie odlesiona, pokrywają ją w całości pola, pastwiska i nieużytki. Na szczycie krzyż i maszt telekomunikacyjny. Ze szczytu dookolna panorama na Kotlinę Dukielską, Wzgórza Iwonickie, Doły Jasielsko-Sanockie, Pogórze Strzyżowskie, pasma Beskidu Niskiego: Cergową, Chyrową, Przymiarki.

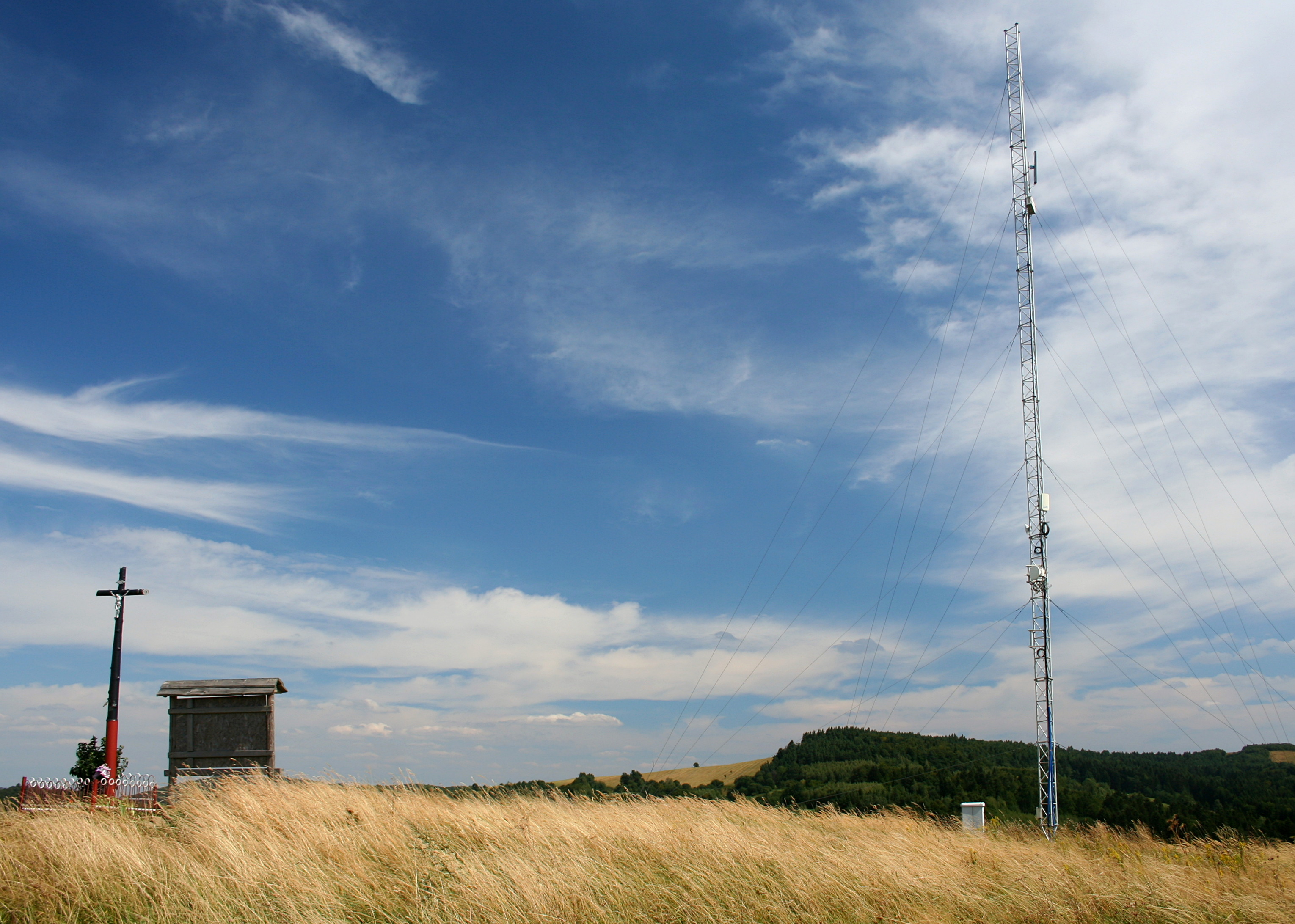
Krzyż i maszt na szczycie Żabiej

## Turystyka
Szlaki piesze:
- Główny Szlak Beskidzki. Trasa: Iwonicz-Zdrój – Lubatowa

Ścieżka spacerowa:
- Góra Żabia 1 h (szlak im. W. Bełzy) – z Iwonicza Zdroju